# Bataillon du Travail
Le bataillon du Travail, Gdoud haavoda (גדוד העבודה) est une organisation de pionniers juifs, créée en 1920 en souvenir de Joseph Trumpeldor, tombé six mois auparavant dans la défense de Tel Haï. Son appellation complète est : "Le Bataillon du Travail et de la Défense au Nom de Joseph Trumpeldor". Mais par crainte d'éveiller les soupçons des autorités britanniques, le mot "Défense" est supprimé. Parmi les fondateurs du bataillon, on compte de nombreux amis et disciples de Trumpeldor et des immigrants issus de la seconde et troisième vagues d'aliyah. Les idées du Bataillon du Travail se basent sur le travail et la défense, l'implantation communautaire, la construction du pays par la création de communautés ouvrières en Palestine. Les membres du bataillon, qui compte une quarantaine de groupes, travaillent alors à l'assèchement de marécages, au dallage des routes et à toute autre entreprise publique, que ce soit pour le compte de l'armée britannique ou celui de la Histadrout. En 1921 se joignent à eux les membres de Kfar-Guiladi, venus se réinstaller à l'emplacement de l'ancien kibboutz. Le 22 septembre 1921, le bataillon crée le kibboutz Eïn-Harod, le 14 décembre de la même année le kibboutz Tel-Yossef, et enfin celui de Ramat-Rachel à Jérusalem. Des tensions naissent alors au sein du bataillon, quant à la position à prendre dans la politique d'implantation. Lors des élections de la Histadrout en 1922, le Bataillon du Travail présente sa propre liste et en 1923, l'organisation se scinde en deux; le groupe Eïn-Harod et le groupe Tel-Yossef.
Entre les années 1920 et 1930, le Bataillon du Travail compte 3 000 membres. En 1924, il s'engage plus ouvertement dans le sionisme pratique, et en 1927 il subit une nouvelle scission ; naît alors un courant communiste, dont une partie des membres émigre en Union soviétique. On en perdra la trace lors des grandes épurations russes. Fin 1929, tous les groupes issus du Bataillon du Travail se regroupent officiellement et adhèrent ensemble au TAKAM.

## Sources
- Efraïm et Ménahem Talmi, Lexique sioniste, Tel-Aviv, Maariv, 1982.